# Vetta (araldica)
Vetta è un termine utilizzato in araldica per indicare la sommità di un monte.

## Traduzioni
- Francese: copeau